# سلاح فرسان شيكاغو
سلاح فرسان شيكاغو (بالإنجليزية: Chicago Outfit)‏ (المعروفة أيضا باسم سلاح فرسان، أو مافيا شيكاغو، أو عصابة شيكاغو، أو الإمبراطورية)، وهي نقابة إجرامية منظمة إيطالية أمريكية قوية ومخيفة جدا، مقرها شيكاغو، ولاية إلينوي، ويعود تاريخها إلى عام 1910. وتعد جزء من المافيا الأمريكية التي نشأت في ساوث سايد من شيكاغو.